# Scutellaria carmenensis
Scutellaria carmenensis là một loài thực vật có hoa trong họ Hoa môi. Loài này được Henr. miêu tả khoa học đầu tiên năm 1989 publ. 1990.